# Proctolaelaps pygmaeus
Proctolaelaps pygmaeus är en spindeldjursart som först beskrevs av Müller 1859.  Proctolaelaps pygmaeus ingår i släktet Proctolaelaps och familjen Ascidae. Inga underarter finns listade i Catalogue of Life.